# Girls’ Generation (album 2007)
Girls’ Generation (kor. 소녀시대 So nyeo si dae) – debiutancki album studyjny południowokoreańskiej grupy Girls’ Generation, wydany 1 listopada 2007 roku przez wytwórnię SM Entertainment. Osiągnął 2 pozycję na listach przebojów w Korei Południowej, sprzedał się w liczbie 126 269 egzemplarzy (stan na wrzesień 2008 rok).
Album został wydany ponownie 13 marca 2008 roku pod nowym tytułem Baby Baby. Czwarty singel Baby Baby promował ten album, działania promocyjne zakończyły się 13 kwietnia 2008 roku w programie Inkigayo.

## Lista utworów
| Girls' Generation     |                                                              |                                      |                                      |      |
| Nr                    | Tytuł                                                        | Słowa                                | Muzyka                               | Czas |
| 1.                    | "Girls' Generation" (kor. 소녀시대 Sonyeosidae)              | Lee Song-chul                        | Song Jae-jun                         | 3:50 |
| 2.                    | "Ooh La-La!"                                                 | Yoon Hyo-sang                        | Steve Lee                            | 3:54 |
| 3.                    | "Baby Baby"                                                  | Hwang Song-je (BJJ), Yoo Jenny       | Hwang Song-je (BJJ)                  | 3:11 |
| 4.                    | "Complete"                                                   | Jo Yoon-gyung                        | Jan Lysdahl, Ingrid Skretting        | 3:56 |
| 5.                    | "Kissing You"                                                | Lee Jae-myung                        | Lee Jae-myung                        | 3:18 |
| 6.                    | "Merry-go-round"                                             | Kim Jong-bae                         | Kenzie                               | 3:14 |
| 7.                    | "Tears" (kor. 그대를 부르면 Geudaeleul buleumyeon)           | Kim Seok-hyeon (Avenue47)            | Park Gi-wan (Avenue47)               | 3:53 |
| 8.                    | "Tinkerbell"                                                 | Jo Yoon-gyong                        | Ingrid Skretting                     | 2:56 |
| 9.                    | "7989" (TaeYeon duet z Kangta)                               | Kangta                               | Kangta                               | 3:30 |
| 10.                   | "Honey" (kor. 소원 Sowon)                                    | Kwon Yun-jong                        | Ingrid Skretting                     | 3:15 |
| 11.                   | "Into the New World" (kor. 다시 만난 세계 Dasi mannan segye) | Kim Jeong Bae                        | Kenzie                               | 4:25 |
| Baby Baby (repackage) |                                                              |                                      |                                      |      |
| Nr                    | Tytuł                                                        | Słowa                                | Muzyka                               | Czas |
| 12.                   | "Kissing You" (Skool Rock Remix)                             | "Kissing You" (Skool Rock Remix)     | "Kissing You" (Skool Rock Remix)     | 3:10 |
| 13.                   | "Let's Go Girls' Generation" (long)                          | "Let's Go Girls' Generation" (long)  | "Let's Go Girls' Generation" (long)  | 9:48 |
| 14.                   | "Let's Go Girls' Generation" (short)                         | "Let's Go Girls' Generation" (short) | "Let's Go Girls' Generation" (short) | 6:18 |

## Twórcy i personel
Opracowano na podstawie strony na AllMusic.
- B.B.J. – kompozycja
- Girls' Generation – główny artysta
- K Strings – kompozycja, instrumenty smyczkowe
- Sam Lee – gitara
- Jan Lysdahl – kompozycja